# Frederick Burton
Frederick Burton (Indianápolis, 20 de outubro de 1871 — Woodland Hills, Los Angeles, 23 de outubro de 1957) foi um ator norte-americano da era do cinema mudo. Apareceu em 122 filmes entre 1914 e 1947.

## Filmografia parcial
- The Education of Elizabeth (1921)
- The Rejected Woman (1924)
- So's Your Old Man (1926)
- Running Wild (1927)
- The Big Trail (1930)
- One Way Passage (1932)
- No Other Woman (1933)
- Theodora Goes Wild (1936)
- The Saint in New York (1938)
- Babes on Broadway (1941)
- Silver Queen (1942)
- Miss Susie Slagle's (1946)